# Chernobaculites
Chernobaculites es un género de foraminífero bentónico de la subfamilia Chernyshinellinae, de la familia Tournayellidae, de la superfamilia Tournayelloidea, del suborden Fusulinina y del orden Fusulinida. Su especie tipo es Ammobaculites sarbaicus beschevensis. Su rango cronoestratigráfico abarca el Namuriense (Carbonífero superior).

## Discusión
Algunas clasificaciones más recientes incluyen Chernobaculites en la familia Chernyshinellidae, y en el suborden Tournayellina, del orden Tournayellida, de la subclase Fusulinana y de la clase Fusulinata.

## Clasificación
Chernobaculites incluye a la siguiente especie:
- Chernobaculites beschevensis †